# Lesja Ukrajinka
Lesja Ukrajinka eller Lesja Ukraїnka (ukrainsk: Леся Українка tr. Lesja Ukrajinka; rigtige navn og efternavn ukrainsk: Лариса Петрівна Косач tr. Larysa Petrivna Kosatj; født 25. februar 1871 i Novohrad-Volynskyj, Det Russiske Kejserrige (i dag Zvjahel, Ukraine), død 1. august 1913 i Surami, Det Russiske Kejserrige (Georgien i dag)) var en ukrainsk digterinde, forfatter, oversætter, folklorist, kulturpersonlighed.

## Biografi
Lesja Ukrainka blev født i 1871 i byen Novohrad-Volynskyj (nu kaldet Zviahel) i det nuværende Ukraine. Hun var det andet barn af den ukrainske forfatter og udgiver Olha Drahomanova-Kosach, som var bedre kendt under sit forfatternavn Olena Pchilka. Lesjas far var Petro Kosach, medlem af Kosača-adelsfamilien, og fungerede som leder af distriktsforsoningsrådet (i rollen som forsoner). Han stammede fra den nordlige del af Tjernihiv-provinsen.
Efter at have afsluttet sin gymnasiale uddannelse på Tjernihiv Gymnasium, begyndte Petro Kosach at studere matematik på Sankt Petersborg Universitet. To år senere skiftede han til Det kejserlige Sankt Vladimirs Universitet i Kyiv (nu Taras Shevchenko Nationale Universitet i Kyiv) og færdiggjorde sin uddannelse med en juragrad. I 1868 giftede han sig med Olha Drahomanova, søster til hans nære ven Mykhajlo Drahomanov, en kendt ukrainsk videnskabsmand, historiker, filosof, folklorist og samfundsdebattør.
Lesjas far engagerede sig stærkt i at fremme ukrainsk kultur og støttede økonomisk flere udgivelsesinitiativer med fokus på ukrainsk litteratur. Lesja Ukrainka havde tre yngre søstre – Olha, Oksana og Isydora – samt en yngre bror, Mykola.
Hun havde et nært forhold til sin onkel Mykhajlo Drahomanov, som hun betragtede som sin åndelige vejleder og lærer. Ligeledes var hun meget tæt på sin storebror Mykhajlo, der skrev under pseudonymet Mykhajlo Obachny. Forældrene havde døbt de to "Mysholosie", et kælenavn de brugte til dem begge i fællesskab.
Lesja arvede mange af sin fars fysiske træk – hans øjenform, højde og kropsbygning. Både hun og faderen var kendt for at være stærkt principfaste og havde stor respekt for menneskelig værdighed. På trods af deres ligheder adskilte de sig også: hendes far havde en naturlig evne for matematik, men ingen særlige sproglige evner; Lesja, derimod, havde svært ved matematik, men beherskede til gengæld en lang række sprog: engelsk, tysk, fransk, italiensk, græsk, latin, polsk, russisk, bulgarsk og selvfølgelig sit modersmål, ukrainsk.
Lesjas mor, som også var digter, skrev børnevenlige digte og noveller på ukrainsk. Hun engagerede sig aktivt i kvindebevægelsen og udgav et feministisk almanakværk. Hendes mor spillede en afgørende rolle i hendes opdragelse. I hjemmet blev der udelukkende talt ukrainsk, og for at sikre dette, blev børnene undervist af ukrainsktalende lærere i hjemmet – alt sammen for at undgå russiske skoler, hvor russisk var det primære undervisningssprog. Lesja lærte at læse som fireårig, og hun og hendes bror Mykhajlo kunne hurtigt læse værker på fremmedsprog i originaludgaverne.
Som otteårig skrev hun sit første digt, "Håb", inspireret af arrestationen og eksilet af hendes tante, Olena Kosach, der havde deltaget i en politisk bevægelse mod tsarens enevælde. I 1879 flyttede hele familien til Lutsk, og samme år begyndte hendes far at bygge familiehuse i den nærliggende landsby Kolodjazjne. Omtrent på dette tidspunkt blev hun af sin onkel Mykhajlo Drahomanov opfordret til at fordybe sig i ukrainske folkesange, folkeeventyr og historie, og til at læse i Bibelen for dens poetiske styrke og tidløse temaer. Hun blev også inspireret af den berømte komponist Mykola Lysenko og den ukrainske dramatiker og digter Mykhajlo Starytskyj
Som trettenårig blev hendes første digt "Liljekonval" offentliggjort i magasinet Zorja i Lviv, hvor hun også første gang benyttede sig af sit pseudonym. Navnet blev foreslået af hendes mor, da offentliggørelse på ukrainsk var forbudt i Det Russiske Imperium. Hendes første digtsamling blev derfor trykt i hemmelighed i Vestukraine, og derefter smuglet ind i Kyiv under hendes pseudonym. Hun var på vej mod en karriere som pianist, men knogletuberkulose forhindrede hende i at deltage i nogen formel uddannelse udenfor hjemmet. I stedet blev skrivning hendes primære livsbeskæftigelse.
Siden begyndelsen af 1890'erne havde digteren tæt kontakt med Poltava-regionen. Fra sommeren 1893 til midten af 1906 tilbragte Lesja næsten hver sommer i Hadjatsj og i den nærliggende Grønne Lunde. Mange af hendes værker blev skrevet netop her, bl.a. legenden "Robert Bruce, konge af Skotland". Her blev hun også ven med læreren A. S. Makarova, som hun senere korresponderede med, og som skrev erindringer om hende.
Hendes digte og skuespil afspejler hendes overbevisning om sit lands frihed og uafhængighed. Mellem 1895 og 1897 blev hun medlem af Det litterære og kunstneriske selskab i Kyiv, som blev forbudt i 1905 på grund af forbindelser til revolutionære aktivister. I 1888, som syttenårig, grundlagde hun sammen med sin bror et litterært selskab kaldet Plejaderne, hvis formål var at fremme ukrainsk litteratur og oversætte klassiske værker til ukrainsk. Gruppen var inspireret af den franske poetiske skole med samme navn, og deres møder blev afholdt i forskellige hjem. Blandt deltagerne var Mykola Lysenko, Petro Kosach, Kostiantyn Mykhalchuk og Mykhajlo Starytskyj. Blandt deres oversættelser var Nikolaj Gogols Aftener på en gård nær Dykanka.
Taras Shevchenko og Ivan Franko var blandt hendes vigtigste litterære forbilleder, og hendes tidlige digte bar præg af hendes følelse af ensomhed, social isolation og kærlighed til det ukrainske folks frihed. Hendes første digtsamling, Na krylakh pisen (På sangens vinger), blev udgivet i 1893. Da udgivelser på ukrainsk var forbudt i Det Russiske Kejserrige, blev bogen trykt i Vestukraine, som dengang hørte under Østrig-Ungarn, og smuglet til Kyiv.
På grund af sin sygdom måtte Lesja rejse til tørre klimaer, og hun opholdt sig i længere perioder i Tyskland, Østrig, Italien, Bulgarien, Krim, Kaukasus og Egypten. Hendes glæde ved at opleve andre kulturer kom til udtryk i hendes værker – eksempelvis i Den gamle historie om orientalske folk, skrevet til hendes yngre søskende. Denne bog blev udgivet i Lviv, og Ivan Franko var involveret i udgivelsen. Den indeholdt også hendes tidlige digte som "Syv strenge", "Stjernehimlen", "Tårer–perler", "Rejsen til havet", "Erindringer fra Krim" og "I børnenes kreds".
Ukrainka skrev ikke kun digte og dramaer, men også episke fortællinger, prosastykker, litteraturkritik og politiske essays. Hun er især kendt for skuespillene Bojarynja (1914; Adelsdamen), en psykologisk tragedie om en ukrainsk familie i 1600-tallet, og Skovens sang (1912), hvor figurerne stammer fra ukrainsk folklore.
I 1897, under behandling i Jalta, mødte hun, en embedsmand fra Minsk, som også var ramt af tuberkulose. De blev forelskede, og forholdet påvirkede hendes senere digte, fx "Dine breve dufter altid af visne roser", "At forlade alt og flyve til dig", og "Jeg ville sno mig omkring dig som eføy", som dog aldrig blev udgivet i hendes levetid. Miaržynski døde den 3. marts 1901, mens Lesja sad ved hans dødsleje. Samme nat skrev hun det dramatiske digt "Oderzhyma" ("Den besatte").
Lesja Ukrainka var stærkt imod det russiske tsarstyre og var aktiv i ukrainske marxistiske kredse. I 1901 overgav hun den austro-marxistiske Mykola Hankevytj en ukrainsk oversættelse af Det Kommunistiske Manifest, udført af hendes kammerater fra Kyiv. Hun blev kortvarigt arresteret i 1907 og forblev herefter under overvågning.
Samme år blev hun gift med Klyment Kvitka, en embedsmand og amatør-etnograf og musikforsker. Parret bosatte sig først på Krimhalvøen, og flyttede senere til Georgien.
Lesja Ukrainka døde den 1. august 1913 på et kursted i Surami, Georgien.

### Seksualitet
Forfatteren Maryna Kulakova har beskrevet Lesja Ukrajinkas seksualitet som noget, der "har skabt debat blandt litteraturforskere i årtier", særligt i forbindelse med hendes forhold til Olha Kobylyanska. De to kvinder begyndte at udveksle breve i 1891, og efter et møde i Tjernivtsi i 1901 begyndte de at skrive meget personlige og følelsesladede passager til hinanden. Ukrajinka og Kobylyanska kom tættere på hinanden efter dødsfaldet af Serhij Merzjynsky, mens Kobylyanska selv gennemgik en personlig krise efter at være blevet afvist af Osyp Makovej, som ikke havde interesse i ægteskab.
Korrespondancen mellem Lesja Ukrajinka og Olha Kobylyanska førte til, at de sammen udviklede et kønsneutralt sprog for at kunne udtrykke kærlige følelser. De omtalte hinanden som "nogen" (Skabelon:Langx), hvilket skabte en form for intim kode. Professor Anna Dżabagina har sammenlignet denne sproglige kode med Anne Listers dagbøger. Ifølge Dżabagina skyldtes brugen af dette kodede sprog også politiske forhold; Ukrajinka, som boede i det russiske imperium, havde mindre frihed til at udtrykke sin seksualitet åbenlyst end Kobylyanska, som boede i det østrig-ungarske imperium. Alligevel indeholdt Ukrajinkas breve tydelige udtryk for fysisk længsel. I et af brevene skrev hun:
jeg tænkte på nogen og ønskede at tale med nogen [...] og mest af alt ønskede jeg at sidde halvnøgen på nogens seng, mens nogen allerede lå under dynen med et tørklæde om hovedet, lidt søvnig, men stadig vågen, med sorte øjne der glimtede af gyldne gnister. Sådan at nogen vidste, at nogen har brug for nogen til at holde humøret oppe, fordi nogens sind ofte er tynget, ikke som før, men af noget større og tungere...
Forholdet mellem Kobylyanska og Ukrajinka er af litteraturforskeren Solomija Pavlytjko blevet betegnet som en "lesbisk fantasi". Den øgede opmærksomhed på deres relation har udløst homofobisk modstand i visse dele af det ukrainske akademiske miljø samt det, som Dżabagina omtaler som "heteronormativ omskrivning" ("straightwashing"). Eksempelvis har forfatteren Oksana Zabuzjko hævdet, at brevene blot følger datidens litterære konventioner, og at enhver opfattelse af intimitet blot er et resultat af nutidige læseres "manglende forberedelse".

## Kreativ aktivitet

### Poesi
Larysa Kosach begyndte at skrive poesi allerede som niårig. Hendes første digt med titlen "Håb" (Надія) blev inspireret af nyheden om hendes tante Olena Antonivna Kosachs skæbne – hun var blevet forvist for sin deltagelse i den revolutionære bevægelse. I 1884 blev digtene "Liljekonval" (Конвалія) og "Sapfo" (Сапфо) første gang offentliggjort i det lvivske tidsskrift "Zorya". Det var samtidig første gang, Larysa anvendte pseudonymet Lesja Ukrajinka. Ved senere genoptryk tilføjede Lesja en dedikation til sin bror i digtet "Sapfo": "Kæreste Shura Sudovshchikova, husk." I 1885 udkom en samling af hendes oversættelser af værker af Mykola Hohol (udført i samarbejde med Mykhajlo Kosach) i Lviv.
Lesja Ukrajinkas litterære produktion fik en ny opblomstring i midten af 1890’erne, da familien Kosach flyttede til Kyiv, hvor hun var med til at grundlægge den litterære kreds Plejaderne, hvor også familierne Lysenko og Starytskyj deltog. På Plejadernes opfordring sammenstillede hun i 1889 sin kendte Liste over Verdenslitteratur, beregnet til oversættelse. I 1892 blev Heinrich Heines "Sangbogen" udgivet i Lviv i hendes oversættelse (sammen med M. Slavinskyj). Hendes første originale digtsamling, "På sangens vinger", blev udgivet i Lviv i 1893, og en ny udgave fulgte i Kyiv i 1904. Den anden samling, "Tanker og drømme", kom i 1899, og den tredje, "Anmeldelser", udkom i Tjernivtsi i 1902.
Efterfølgende brugte Lesja Ukrajinka ti år på at skrive over hundrede digte, hvoraf omtrent halvdelen aldrig blev offentliggjort i hendes levetid.
Lesja Ukrajinka blev optaget i ukrainsk litteraturs kanon hovedsageligt som en digter for mod og kamp. Hendes lyrik er tematisk mangfoldig og bliver typisk – på grund af motivernes indbyrdes sammenhæng – opdelt i personlige, landskabelige og samfundskritiske digte. Hendes tidlige poesi beskæftiger sig med temaer som naturens skønhed, kærlighed til fædrelandet, personlige følelser, digterens formål og den poetiske stemmes rolle, samt sociale og politiske emner. I hendes første værker mærkes tydeligt inspirationen fra Taras Sjevtjenko, Pantelejmon Kulysh, Mykhajlo Starytskyj, og Heine – mens man også ser stærk indflydelse fra hendes mor Olena Pchilka og onkel Mykhajlo Drahomanov (som brugte pseudonymet "Ukraineren").
Et af hendes mest bemærkelsesværdige digte, "Contra spem spero!" (1890), udtrykker en ældgammel opfattelse af tapperhed (aretē), og viser en sublim beherskelse af mytologiske billeder samt selvdannelse i rollen som kvindelig kriger. Dette aspekt har i mange år været centralt i videnskabelige fortolkninger. Hovedmotiverne genfindes i digte som "Til kammerater", "Kammerater i erindringen", "Synder", "Slavus – Sclavus", "Fiat nox", "Epilog" og adskillige andre. Frihedsmotivet bliver udforsket i flere former: fra oprør mod imperiets normer til individets valg af en livsform, hvor det at finde sandheden og tjene den bliver målet. Forræderi – på ethvert plan – identificeres med tragedie og sammenlignes med Medeas handlinger. Digte om begær og skjult triumf, hvor kærligheden ikke kan realiseres, vender op og ned på den klassiske ridderlige kærlighedsskabelon. Den lyriske jeg-person fremstår som en ridder, der hylder sin hjertensdame. Erotik i digte som "Jeg ville favne dig som en efeu" og "Dine breve dufter altid af visne roser" bliver til mystiske lovprisninger af en guddommelig elsket.

### Drama
I anden halvdel af 1890’erne begyndte Larysa Kosach at beskæftige sig med dramatik. Hendes første dramatiske værk, Den blå rose (1896), som skildrer livet blandt den ukrainske intelligentsia, udvidede horisonten for ukrainsk dramatik, der indtil da primært havde koncentreret sig om bondebefolkningen. Dette værk markerede Lesja Ukrajinkas indtræden i den moderne verdens kunstneriske og symbolske rum – og ikke mindst hendes personlige, frie følelsesverden. For at kunne skildre temaet om det normale og det afvigende menneske, forberedte forfatteren sig grundigt, blandt andet gennem samtaler med psykiateren Oleksandr Drahomanov. Dramaets filosofiske diskurs, der trækker på Gerhart Hauptmanns stil, fremstiller sindssyge både som en form for frigørelse og som et udtryk for en længsel efter kroppen.

### Prosa
Den skønlitterære prosa indtager en særlig rolle i Lesja Ukrajinkas samlede forfatterskab. Hendes tidligste fortællinger, som skildrer livet på landet – herunder "Sådan er hendes skæbne" (Така її доля), "Hellige aften!" (Святий вечір!) og "Forårssange" – er tæt forbundet med ukrainske folkesange i både indhold og sprog. Inden for eventyrgenren skrev hun blandt andet "Tre perler", "Fire fortællinger om den grønne støj", "Lilje", "Nød lærer" og "Sommerfugl". Hendes noveller "Medlidenhed" og "Venskab" er præget af intens dramatik. Novellen "Ekbal Hanem", som tematiserer en arabisk kvindes død og var tænkt som en psykologisk skildring af den arabiske kvindes indre verden, forblev ufuldendt.

## Forskning i liv og værk
Lesja Ukrainkas liv og forfatterskab bliver undersøgt af Lesja Ukrainka Forskningsinstitut.
- Lesja Ukrainka Museum i Kyiv
- Lesja Ukrainka Museum i Kolodjazjne
- Lesja Ukrainka Museum i Zjvjahel
- Lesja Ukrainka Museum i Surami
- Lesja Ukrainka Museum i Jalta
- Kosach-familiens Museum i Zjvjahel

## Arv
- Ukrainsk karbovanets med motiv af Lesja Ukrainka
- Frimærke fra Sovjetunionen, 1956
- Sovjetisk fire-kopeck frimærke til minde om 100-året for Lesja Ukrainkas fødsel
- Portræt på forside af ₴200-seddel fra cirka 2020
- Lesja Ukrainkas gravsted og monument på Baikove Kirkegård i Kyiv
- Statue af Lesja Ukrainka ved University of Saskatchewan
- Statue af Lesja Ukrainka af Mykhailo Chereshniovsky, opført i 1975 i High Park, Toronto, Canada. Indgraveret er citatet "Den, der frigør sig selv, vil være fri. Den, der frigøres af andre, vil forblive fanget".
- Statue af Lesja Ukrainka på Ukrainski Boulevard, Moskva

Der findes adskillige monumenter til ære for Lesja Ukrainka i Ukraine og andre tidligere Sovjetrepublikker. I særdeleshed i Kyiv er der et hovedmonument på boulevarden, der bærer hendes navn, samt et mindre monument i Mariinskyi Park (ved siden af Mariinskyi Palads). Der findes også en buste i Qaradağ raion i Aserbajdsjan. Et af Kyivs hovedteatre, Lesja Ukrainka Nationalakademiske Teater, omtales i daglig tale blot som Lesja Ukrainka Teatret.

## Engelske oversættelser
- The Babylonian Captivity (skuespil) er medtaget i antologien Five Russian Plays, With One From the Ukrainian, udgivet af Dutton i New York, 1916. Tilgængelig på Archive.org;
- In the Catacombs (skuespil), oversat af David Turow;
- En række noveller oversat af Roma Franko: “Christmas Eve”, “The Moth”, “Spring Songs”, “It is Late”, “The Only Son”, “The School”, “Happiness”, “A City of Sorrow”, “The Farewell”, “Sonorous Strings”, “A Letter to a Distant Shore”, “By the Sea”, “The Blind Man”, “The Apparition”, “The Mistake”, “A Moment”, “The Conversation” og “The Enemies”;[23]
- Skuespillet The Forest Song findes i antologien "In a Different Light: A Bilingual Anthology of Ukrainian Literature Translated into English by Virlana Tkacz and Wanda Phipps as Performed by Yara Arts Group", redigeret af Olha Luchuk, udgivet af Sribne Slovo Press, Lviv, 2008.
- Oversættelsen Spirit of Flame: A Collection of the Works of Lesya Ukrainka, oversat af Percival Cundy, med forord af Clarence A. Manning, blev udgivet af Bookman Associates i New York i 1950. Ophavsret tilhører den Ukrainske Nationale Kvindeliga i Amerika og er tilegnet “de organiserede kvinder i USA, som bidrog til udgivelsen af denne bog.”

## Bearbejdninger

### Teateropsætninger baseret på værker
- I 1994 blev skuespillet Yara's Forest Song instrueret af Virlana Tkacz og opført af Yara Arts Group på La MaMa Experimental Theatre i New York samt på Les Kurbas Teatret i Lviv[24]
- I 2013 blev forestillingen Fire Water Night ligeledes instrueret af Virlana Tkacz med Yara Arts Group på La MaMa Experimental Theatre i New York[25]

### Filmatiseringer af værker
- Forest Song (1961), instrueret af Viktor Ivchenko
- Fireplace Master (1971), instrueret af Mstislav Dzhingzhiristy
- Cassandra (1974), instrueret af Jurij Nekrasov og Serhij Smyan
- Forest Song (1976), tegnefilm instrueret af Alla Hrachova
- Forest Song. Mavka (1981), film af Jurij Iljenko
- The Temptation of Don Juan (1985), film instrueret af Vasyl Levin og Hryhorij Koltunov
- Blue Rose (1988), todelt film instrueret af Oleh Biima
- Orgy (1991), TV-teaterstykke
- On the Field of Blood. Aceldama (2001), film instrueret af Jaroslav Lupij
- Mavka. The Forest Song (2022), en 3D-animeret film instrueret af Oleksandra Ruban